# ATCC 1997
ATCC 1997 vanns av Glenn Seton.

## Delsegrare
| Bana           | Vinnare        | Märke  | Tvåa           | Märke  | Trea           | Märke  |
| -------------- | -------------- | ------ | -------------- | ------ | -------------- | ------ |
| Calder Park    | Wayne Gardner  | Holden | Glenn Seton    | Ford   | Russell Ingall | Holden |
| Phillip Island | Russell Ingall | Holden | Larry Perkins  | Holden | John Bowe      | Ford   |
| Sandown        | Glenn Seton    | Ford   | John Bowe      | Ford   | Mark Skaife    | Holden |
| Symmons Plains | Greg Murphy    | Holden | Peter Brock    | Holden | Glenn Seton    | Ford   |
| Winton         | Russell Ingall | Holden | Larry Perkins  | Holden | Glenn Seton    | Ford   |
| Eastern Creek  | Glenn Seton    | Ford   | John Bowe      | Ford   | Dick Johnson   | Ford   |
| Lakeside       | John Bowe      | Ford   | Russell Ingall | Holden | Dick Johnson   | Ford   |
| Barbagallo     | Peter Brock    | Holden | Greg Murphy    | Holden | John Bowe      | Ford   |
| Mallala        | Greg Murphy    | Holden | Larry Perkins  | Holden | Glenn Seton    | Ford   |
| Oran Park      | Greg Murphy    | Holden | Glenn Seton    | Ford   | Tony Longhurst | Ford   |

## Slutställning
| Plats | Förare         | Märke  | Poäng |
| ----- | -------------- | ------ | ----- |
| 1     | Glenn Seton    | Ford   | 668   |
| 2     | John Bowe      | Ford   | 608   |
| 3     | Russell Ingall | Holden | 572   |
| 4     | Greg Murphy    | Holden | 550   |
| 5     | Larry Perkins  | Holden | 548   |
| 6     | Peter Brock    | Holden | 520   |
| 7     | Dick Johnson   | Ford   | 384   |
| 8     | Tony Longhurst | Ford   | 358   |
| 9     | Wayne Gardner  | Holden | 332   |
| 10    | John Faulkner  | Holden | 324   |
| 11    | Alan Jones     | Ford   | 318   |